# Paweł Masełko
Paweł Jan Masełko (ur. 7 lipca 1980 w Głubczycach) – polski nauczyciel, samorządowiec i polityk, starosta kędzierzyńsko-kozielski (2021–2024), poseł na Sejm X kadencji (od 2024).

## Życiorys
W 2006 ukończył studia magisterskie na Wydziale Nauk Społecznych Uniwersytetu Opolskiego. W 2023 został absolwentem studiów podyplomowych MBA na jednym z uczelni należących do Uniwersytetów WSB Merito. Pracował jako nauczyciel, pełnił funkcję dyrektora Publicznej Szkoły Podstawowej nr 5 im. Adama Mickiewicza w Kędzierzynie-Koźlu.
Działacz Platformy Obywatelskiej. W 2014 z jej listy uzyskał mandat radnego powiatu kędzierzyńsko-kozielskiego (z wynikiem 521 głosów). W radzie powiatu przewodniczył komisji infrastruktury i bezpieczeństwa. W kolejnych wyborach samorządowych w 2018 kandydował do rady powiatu z ramienia współtworzonego przez PO KWW Sabiny Nowosielskiej-Koalicja Obywatelska. Otrzymał wówczas 1533 głosy, uzyskując reelekcję. W listopadzie 2018 na pierwszej sesji rady powiatu VI kadencji został wybrany na członka zarządu powiatu. W maju 2021 radni powołali go na stanowisko starosty powiatu kędzierzyńsko-kozielskiego, które zajmował do maja 2024. W wyborach samorządowych w poprzednim miesiącu po raz trzeci został wybrany na radnego (dostał 2150 głosów).
W wyborach w 2023 kandydował do Sejmu z listy Koalicji Obywatelskiej w okręgu opolskim; otrzymał wówczas 8322 głosy, zajmując pierwsze niemandatowe miejsce na liście KO w tym okręgu. Mandat posła X kadencji objął 8 maja 2024, zastępując zmarłego Rajmunda Millera. W Sejmie został członkiem Komisji Gospodarki i Rozwoju oraz Komisji Sprawiedliwości i Praw Człowieka.